# Vụ đánh bom tại Manchester Arena
Vào ngày 22 tháng 5 năm 2017, một vụ nổ xảy ra tại tiền sảnh bên ngoài hội trường Manchester Arena tại Manchester, Vương quốc Anh, vào cuối buổi hòa nhạc của ca sĩ người Mỹ Ariana Grande. Vụ đánh bom xảy ra tại 22:33 BST (UTC+01:00), giết chết 22 người và làm khoảng 120 người khác bị thương, trong số đó 59 phải điều trị tại bệnh viện. Một người đàn ông đơn độc tên là Salman Ramadan Abedi, là một người Anh gốc Libya, đã kích nổ một thiết bị nổ tự chế khi khán giả rời khỏi hội trường.

## Vụ tấn công
Vào ngày 22 tháng 5 năm 2017 lúc 22:33 BST (UTC+01:00), một vụ nổ xảy ra ở bên ngoài hội trường Manchester Arena ở Manchester, Anh. Vụ đánh bom diễn ra ở khu vực tiền sảnh của sân vận động trong nhà (indoor) sau buổi hòa nhạc, là một phần của Dangerous Woman Tour  của Grande. Có thể có tới 21.000 người đã tham dự buổi hòa nhạc; Nhiều người đã ra khỏi phòng biểu diễn tại thời điểm vụ nổ.
Cảnh sát Greater Manchester tuyên bố đó là một vụ tấn công khủng bố, xác định đó là một vụ đánh bom liều chết. Đây là vụ khủng bố gây thương vong nhiều nhất tại Anh kể từ Vụ đánh bom Luân Đôn ngày 7 tháng 7 năm 2005 và là vụ khủng bố đầu tiên tại Manchester sau vụ Manchester bị ném bom bởi tổ chức bán quân sự Cộng hòa Ireland (IRA) vào năm 1996.

## Thủ phạm
Kẻ tấn công được các quan chức xác định là một thanh niên người Anh 22 tuổi, Salman Ramadan Abedi, người được cơ quan an ninh biết đến. Anh ta sinh ra ở Manchester ngày 31 tháng 12 năm 1994 cho một gia đình tị nạn từ Libya, định cư ở nam Manchester. Anh ta lớn lên ở vùng Whalley Range và sống ở Fallowfield, một vùng ngoại ô của Manchester, là người con thứ 3 trong một gia đình 4 người con. Salman và anh em trai của ông thờ phụng tại Nhà thờ Hồi giáo Didsbury, nơi cha ông, một nhân viên an ninh, được cho là một nhân vật nổi tiếng ở đó  nhưng một người quản lý nhà thờ Hồi giáo phủ nhận điều này và nói, "Chúng tôi không biết ông ta là ai. Chúng ta chưa bao giờ thấy ông ta. "
Năm 2014, Abedi trở thành sinh viên của Đại học Salford, nơi anh ta học quản lý kinh doanh trước khi bỏ học. Bố mẹ của anh ta, cả hai đều sinh ra ở Tripoli, đã trở lại Libya vào năm 2011 sau cái chết của Muammar Gaddafi trong khi Abedi ở lại Vương quốc Anh. Abedi từng làm việc tại một tiệm bán bánh mì và những người bạn của anh ta nhớ tới anh ta là một cầu thủ Football và một người dùng cần sa. Anh ta được báo cáo có liên quan đến băng đảng và sau đó những người Hồi giáo cực đoan trước khi xảy ra vụ đánh bom. Anh ta thu hút sự chú ý vào mình vào năm 2015 khi phàn nàn về một bài giảng chống khủng bố và về tính thiêng liêng của cuộc sống .
Theo bộ trưởng bộ Nội vụ Pháp Gérard Collomb, một thời gian ngắn trước vụ khủng bố, Abedi đã tới Syria.

## Điều tra
Cảnh sát vũ trang đã đột nhập vào và lục soát căn hộ của Abedi ở Fallowfield. Liên hệ tới cuộc tấn công, anh trai Abedi, 23 tuổi, bị bắt ở Chorlton-cum-Hardy, nam Manchester. Ngoài ra họ cũng khám xét 2 nơi khác, và bắt giữ 3 người. Cảnh sát cho là có một mạng lưới hỗ trợ kẻ khủng bố. Bộ trưởng bộ Nội vụ Pháp, Gérard Collomb, nói với đài truyền hình Pháp rằng, Abedi đã tới Syria và có liên hệ với ISIS. Cha và em trai của Abedi cũng bị nhà cầm quyền Libya bắt vào ngày 23 và 24. Em trai của anh ta, Hachem, thú nhận là cả mình lẫn Salman đều thuộc ISIS và cho biết trong những chuẩn bị tấn công bằng mìn đã có mặt ở Manchester.

Những tấm hình của những gì còn xót lại từ thiết bị nổ tự chế được công bố bởi The New York Times cho thấy chất nổ được đựng trong một hộp kim loại nhẹ nằm trong một ba lô xanh Karrimor. Hầu hết những người chết nằm chung quanh kẻ khủng bố. Thân thể anh ta bị lực của chất nổ bắn qua cửa hội trường, cho thấy chất nổ được đựng và đẩy anh ta về phía trước khi nổ.
Trong vòng vài giờ sau cuộc tấn công, tên của Abedi và các thông tin mật khác được đưa cho các cơ quan an ninh ở Hoa Kỳ và Pháp đã bị rò rỉ ra báo chí, đưa tới việc lên án của bộ trưởng bộ Nội vụ Amber Rudd.
BBC tường thuật, chính phủ và cảnh sát Anh đã phản ứng một cách tức giận sau khi các hình ảnh của nơi bị tấn công bị một tờ báo Mỹ công bố, và những bằng chứng sau đó được tờ New York Times xuất bản, cho là việc phát hành vật liệu phương hại đến cuộc điều tra . Vào ngày 25 tháng Năm, Cảnh sát Greater Manchester công bố rằng họ không còn chia sẻ thông tin về cuộc tấn công với tình báo Mỹ nữa.